# Griswoldia acaenata
Griswoldia acaenata är en spindelart som först beskrevs av Griswold 1991.  Griswoldia acaenata ingår i släktet Griswoldia och familjen Zoropsidae. Inga underarter finns listade i Catalogue of Life.